# Вулиця Північна (Львів)
Вулиця Північна — вулиця в Залізничному районі міста Львів, місцевість Білогорща. Пролягає на захід від вулиці Данила Апостола до кінця забудови.

## Історія та забудова
Вулиця виникла наприкінці XX століття, у 2000-х роках отримала офіційну назву. До 1950-х років назву вулиця Північна мала нинішня вулиця Єлисея Плетенецького.
До вулиці Північної приписано лише два будинки. З одного боку вулиця межує з лісопарком «Білогороща», з іншого — розміщені садові ділянки та кілька будівель промислового значення. Вулиця, являє собою стратегічну магістраль у чотири смуги, призначену для тестування автомобілів (тест-драйву).
Станом на жовтень 2024 року на вулиці Північній триває будівництво промислової зони «Сигнівка».